# Kontraktowa płoszcza
Kontraktowa płoszcza (ukr. Контрактова площа) – jedna ze stacji kijowskiego metra na linii Linia Obołonśko-Teremkiwśkiej. Została otwarta 17 grudnia 1976. 
Nazwa stacji nawiązuje do Placu Kontraktowego, w historycznej dzielnicy Padół.
Dawniej stacja nosiła nazwę Czerwona ploszcza do roku 1990.
Stacja znajduje się płytko pod ziemią i składa się z głównej hali peronowej z kolumnami. Kolumny i ściany wzdłuż torów zostały pokryte brązowo-zielonym marmurem. Tunele pasażerskie łączą stację z Placem Kontraktowym i innej ulicy. Hala stacyjna ma dwa wyjścia, z których jedno jest wyposażone w schody ruchome.